# César Valdez
César Miguel Valdez (Santo Domingo, 17 de marzo de 1985) es un lanzador dominicano de Grandes Ligas (MLB) que actualmente juega con los tigueres del licey en república dominicana (LIDOM).

## Carrera en Grandes Ligas

### Arizona Diamondbacks
Valdez fue firmado originalmente por los Diamondbacks de Arizona el 2 de mayo de 2005. Fue llamado a las Grandes Ligas el 3 de mayo de 2010 por los Diamondbacks de Arizona e hizo su debut el mismo día. Fue designado para asignación el 13 de septiembre. Con este equipo tuvo récord de 1-2 con efectividad de 7.65 en 20 entradas lanzadas.

### Pittsburgh Pirates
Después de la temporada 2010, Valdez fue adquirido por los Piratas de Pittsburgh como el jugador a ser nombrado más tarde en el canje que involucraba a Zach Duke.

### Florida Marlins
Valdez fue cambiado a los Marlins de la Florida por un jugador a ser nombrado más tarde o consideraciones en efectivo el 5 de julio de 2011.

### Toronto Blue Jays
Fue canjeado posteriormente a los Azulejos de Toronto por consideraciones futuras, donde logró regresar a las Grandes Ligas de Béisbol en el año 2017, donde vio acción en 7 partidos, lanzando 21.1 entradas y tuvo récord 1-1. Fue liberado poco después de que se uniera a la organización y al ser puesto en "waivers" fue reclamado por los Oakland Athletics.

### Atléticos de Oakland
Al ser reclamado en "waivers" por el equipo, pudo conseguir seguir lanzando por un periodo corto en Grandes Ligas, para luego ser dejado en libertad por este equipo a final de temporada.

### Leones de Yucatán
Tras estar en agencia libre, César llega a la liga mexicana de béisbol para jugar con los leones. Tuvo temporadas muy exitosas en el equipo pues resultó electo pitcher del año en 2019 y fue pieza clave para los leones durante su estancia en la liga. Sin embargo Valdez resaltaría su decisión de volver a las mayores para culminar su carrera.

### Orioles de Baltimore
Fue contratado como agente libre por los Orioles de Baltimore, recibió un contrato de liga menor y pudo lanzar en las Grandes Ligas de Béisbol donde ver acción como relevista. Completó 14.1 entradas, con récord 1-1, con efectividad de 1.26 con 12 ponches.

### Anaheim Angels
El 15 de marzo de 2022, Valdez firmó un contrato de ligas menores con Los Angeles Angels. Fue designado para asignación el 18 de mayo de 2022. Obtuvo exenciones y fue enviado directamente a Triple-A el 22 de mayo. En AAA en 2022, tuvo marca de 10-5 con efectividad de 3.94 en 23 aperturas y lideró la ligas menores en juegos completos con tres. Eligió la agencia libre el 6 de octubre de 2022 debido a un escándalo amoroso con la artista Dominicana la Perversa. Renunció a un contrato de ligas menores con una invitación a los entrenamientos de primavera de las ligas mayores.

## Liga Profesional de la República Dominicana
Valdez desde la temporada 2008-2009 ha sido parte de los Tigres del Licey en la Liga de Béisbol Profesional de la República Dominicana, siendo este uno de los principales lanzadores abridores del equipo.
En el año 2016-17 fue Jugador Más Valioso de la Serie Final Liga de Béisbol Profesional de la República Dominicana.
En 2021-22 fue seleccionado jugador más valioso de la temporada al lograr la triple corona del lanzador.
Ha sido escogido lanzador del año en tres ocasiones 2019-20, 2021-22 y 2022-23 de la Liga de Béisbol Profesional de la República Dominicana.